# Tomàs Bellpuig i Joy
Tomàs Bellpuig i Joy (Barcelona, 21 de novembre de 1876 – ibídem, 1936) fou un poeta i sacerdot barceloní.

## Biografia
Va néixer al carrer Riereta núm 4 de Barcelona. Fill d'Antoni Bellpuig natural de Taradell i d'Antònia Joy natural de Fígols. Tomàs Bellpuig va quedar orfe quan era molt jove i va traslladar-se a Tortosa a viure amb el seu oncle. Allí ingressa al Seminari Diocesà, que llavors era al carrer Montcada, i comença a escriure les seues primeres poesies. L'any 1900 es llicencia a València en Sagrada Teologia i és ordenat prevere. L'any següent ja apareix com a professor de llatí i d'humanitats al Seminari de Tortosa. El 1906 va ser nomenat consiliari de la Congregació de Sant Lluís, i posteriorment regent de la parròquia de Santa Bàrbara i capellà del monestir de Santa Clara de Tortosa.
El 1909 coneix Joan Baptista Manyà a la tornada de la seua estada a Roma i entaulen una gran amistat. El 1919 funden la Lliga de la Mare de Déu de la Cinta i Bellpuig n'és elegit viceconsiliari. L'any 1920, l'expulsen com a professor del Seminari, al mateix temps que mossén Manyà, el seu germà Joaquim i Rossend Cucala, i l'any següent es dissol la Lliga. Encoratjats per mossèn Antoni Maria Alcover, els membres de la lliga promogueren la recuperació de la pronúncia catalana del llatí, fet que no agradà a la diòcesi. A partir d'aquí no se'n sap gaire cosa.
El 1936 era adscrit a Tortosa, capellà del monestir de Santa Clara i formava part del clergat parroquial del Sant Crist del Sagrari de la Seu. També era consiliari del grup «Oliver de Boteller», de Tortosa, creat el 20 d'octubre de 1935, de la Federació de Joves Cristians de Catalunya. Per tal d'escapar de la persecució de què eren objecte, el dia 15 d'agost d'este any, Bellpuig i Manyà es traslladen de Tortosa a Barcelona per refugiar-se. A finals de setembre el detenen quan anava a la Conselleria d'Ordre Públic de la Generalitat a buscar un salconduit per a traslladar-se a Vic. Es creu que va ser assassinat a primers d'octubre, precisament per declarar la seua condició de sacerdot.
En record seu, un carrer de Tortosa porta el seu nom. Segons sembla, també s'han fet tràmits per a la seua beatificació.

## Obra literària
Tomàs Bellpuig va ser un escriptor prolífic. Les principals característiques de la seua obra literària són el predomini de la temàtica religiosa, l'ús de la llengua catalana i la voluntat de promoure lligades totes dues coses. Tot i que destacà sobretot com a poeta, va conrear també el teatre i la novel·la, i va col·laborar en molts periòdics i revistes de Tortosa i de Barcelona.
La seua obra poètica es decanta per la poesia religiosa, sobretot de tema eucarístic, amb clares influències de Jacint Verdaguer i Miquel Costa i Llobera. A més dels nombrosos poemes dispersos, en publica dos llibres: Composicions eucarístiques (Barcelona, 1922) i Composicions eucarístiques. (Segona sèrie) (Tortosa, 1926).
Per altra banda, també és autor de la lletra de diversos goigs, que promouen la devoció popular, i també novenes. De goigs, en coneixem almenys tres: a) Goigs en honor de la Mare de Déu de la Cinta (1932); b) Goigs de la Mare-de-Déu de l'Aldea venerada al Terme de Tortosa (s. d.), i c) Goigs a llaor de la Mare-de-Déu de Montserrat, venerada dels tortosins al seu nou Santuari de l'avinguda de Mig-Camí (1933). De novenes, en coneixem dos: a) la que publica a Lo Beat Francesc Gil de Federic. Vida i martiri. Novena - Goigs (1919); i b) Novena a Madona Santa María de la Rápita venerada dins la Clausura de les Monges Sanjoanistes de Tortosa (1922).
Com a dramaturg és autor de quatre drames religiosos sobre vides de sants màrtirs: a) El Triunfo de la Virginidad. Melodrama sacro en un acto (Tortosa, 1905 i 1915), traduïda també al català: La Virginitat triomfant. Drama sacre musical en un acte i en vers (Barcelona, 1935); b) Sang tortosina. Drama històric en un pròleg, dos actes y un epíleg (Tortosa, 1915); c) Soldats de Crist. Episodi tràgic en un acte i en vers (Tortosa, 1924), i d) El Màrtir de l'Eucaristia. Drama en dos actes per a nois (Barcelona, 1926).
També va escriure per entregues una novel·la ascètica no gaire reeixida: Or a les brases. Novel·la ascètica (Barcelona, 1933).

## Altres obres
Entre els escrits no literaris, predominen les publicacions que són fruit de la seua tasca docent: un manual abreujat de retòrica, Retórica compendiada (Tortosa, 1904); la traducció al català de l'epistolari de Sant Cebrià, Epistolari (Barcelona, 1929-1931); i un llibre de divulgació sobre els primers bisbes de l'Església, Els Sants pares (Barcelona, 1927).
D'altra banda, també va participar activament en campanyes a favor de l'ús del català en l'àmbit eclesiàstic. A més d'escriure articles que defensen la predicació en català o l'elocució catalanitzada del llatí, va publicar la versió catalana de Primeras nociones de la Doctrina Cristiana según el texto de S. S. el Papa Pío X. Aumentadas con las preguntas más importantes para preparar los niños de Primera Comunión (Tortosa, 1925), i segurament, també, del Catecisme curt. Primera part del compendi de la Doctrina Cristiana. Manat per S. S. lo Papa Pio X a les diócesis de la provincia romana (Barcelona, 1912).
Una de les obres més conegudes de Bellpuig, malgrat no haver-lo firmat mai, és el resum d'ortografia catalana L'art d'escriure bé, del qual se'n van publicar cinc edicions: 1a ed. (1908?), 2a ed. (Tortosa, 1913), 3a ed. (Gandesa 1922), 4a ed. (Tortosa, 1930), 5a ed. (Tortosa, 1934).
Destaca també com a col·laborador del Diccionari català-valencià-balear d'Antoni M. Alcover i Francesc de B. Moll.